# Rudolf Schlichter
Rudolf Schlichter (6 de diciembre de 1890 - 3 de mayo de 1955) fue un artista alemán considerado uno de los más importantes representantes del movimiento Neue Sachlichkeit (Nueva objetividad).

## Biografía
Nació en Calw. Después de aprender como pintor de esmaltes en una fábrica de Pforzheim acudió a la escuela de artes y oficios de Stuttgart. Posteriormente estudió con Hans Thoma y Wilhelm Trübner en la Academia de Karlsruhe. Llamado al servicio militar durante la Primera Guerra Mundial, llevó a cabo una huelga de hambre para asegurar una pronta liberación, y en 1919 se trasladó a Berlín donde se unió al Partido Comunista de Alemania y el grupo «Noviembre». Intervino en una feria dadá en 1920 y también trabajó como ilustrador para varios periódicos. 
Una obra principal de este período es su Estudio de tejado dadá, una acuarela que mostraba una serie de figuras en lo alto de un tejado de ciudad. Alrededor de una mesa se sientan una mujer con dos hombres que llevan sombreros de copa. Uno de los hombres tiene una prótesis en lugar de una mano y el otro, al que también le falta una mano, parece cuando se lo mira detalladamente, un maniquí. Otras dos figuras con máscaras de gas pueden también ser maniquíes. Un niño sostiene un cubo y una mujer que lleva altos zapatos (parece que Schlichter desarrolló un marcado fetichismo por los zapatos)) permanece sobre un pedestal, haciendo gestos inexplicables.
En 1925 Schlichter participó en la exposición «Neue Sachlichkeit» en la Kunsthalle de Mannheim. Su obra de este período es realista, un buen ejemplo de ello es su Retrato de Margot (1924) hoy en el Museo Märkisches de Berlín. Representa a una prostituta que a menudo posó para Schlichter, de pie en una calle abandonada y sosteniendo un cigarrillo.
Cuando Hitler subió al poder, acabando así con la República de Weimar, sus actividades quedaron seriamente limitadas. En 1935 regresó a Stuttgart, y cuatro años más tarde a Múnich. En 1937 sus obras fueron calificadas de arte degenerado, y en 1939 las autoridades nazis le prohibieron exponer. Su taller fue destruido por bombas aliadas en 1942.
Al final de la guerra, Schlichter volvió a emprender la exposición de su cuadros, que ahora tenían un estilo surrealista. Murió en Múnich en 1955.